# 76 Gwardyjska Dywizja Desantowo-Szturmowa
76 Czernichowska Gwardyjska Dywizja Desantowo-Szturmowa odznaczona Orderem Czerwonego Sztandaru i Orderem Suworowa (ros. 76-я гвардейская десантно-штурмовая Черниговская Краснознамённая ордена Суворова дивизия) – związek taktyczny Sił Zbrojnych Federacji Rosyjskiej, wchodzący w skład jednego z dwóch samodzielnych rodzajów wojsk Sił Zbrojnych Federacji Rosyjskiej (drugi to Wojska Rakietowe Przeznaczenia Strategicznego).

## Historia
W 1991 dywizja w składzie 104., 234. i 237 pułk powietrznodesantowy oraz 1140 pułk artylerii stacjonowała w Pskowie w Leningradzkim Okręgu Wojskowym.
Jednostka uchodzi za jedną z najbardziej elitarnych w siłach zbrojnych FR. Była wykorzystana w dwóch wojnach czeczeńskich (w latach 1994-96 i 1999-2007) oraz w wojnie z Gruzją w sierpniu 2008 roku. W marcu 2014 żołnierze jednostki uczestniczyli w aneksji Krymu, a w 2022 w inwazji na Ukrainę.

## Struktura
- 104 pułk desantowo-szturmowy,
- 234 pułk powietrznodesantowy,
- batalion czołgów (od 2018 r.),
- 1140 pułk artylerii,
- 4 pułk przeciwlotniczy,
- pododdziały wsparcia[4].

## Dowódcy
- gen. mjr Aleksandr Kołpaczenko (2005–2009);
- płk Igor Winogradskij (2009–2013);
- gen. mjr Aleksiej Naumiec (2013–2018);
- gen. mjr Igor Kaplij (2018–2020);
- gen. mjr Siergiej Czubarykin (2020–2022)[5];
- płk Denis Szyszow (2022–)